# Budownictwo przemysłowe
Budownictwo przemysłowe polega na zabudowie przestrzennej dużych hal produkcyjnych. W celu wygospodarowania wewnątrz tych obiektów jak największej przestrzeni użytkowej, potrzebnej dla procesów produkcyjnych i technologicznych, poszczególne elementy hal muszą mieć duże rozpiętości i wysokości. Dla zapobieżenia przestrzennej chwiejności takich konstrukcji stosowane są odpowiednie stężenia kratownicowe (wiatrowe) umieszczone w płaszczyznach połaci dachowych oraz w narożach wszystkich pionowych płaszczyzn ściennych. Przenoszą one również siły hamowania pochodzące od suwnic, których tory obciążają specjalne wsporniki słupów ram głównych. Cały zespół stężeń musi być tak zaprojektowany, aby tworzył konstrukcyjny, stabilny szkielet przestrzenny, wkomponowany w całość budowli w sposób nie zmniejszający jej użytkowej kubatury.
Hale długie dzieli się na poprzeczne segmenty graniczące ze sobą w płaszczyznach głównych ramownic szkieletu hali.
W takich halach, co kilka segmentów, stosowane są konstrukcyjne przerwy dylatacyjne przebiegające przez całą wysokość obiektu; także przez jego fundamenty. Umożliwiają one kompensację wpływu temperatury i niedokładności montażu.
Ściany hal mogą być murowane (z cegieł, pustaków) lub wypełnione elementami prefabrykowanymi. W ścianach montuje się bramy służące komunikacji wewnątrz zakładowej oraz okna najczęściej w konstrukcji stalowej.
Naświetlenie wnętrza hal uzyskuje się przez odpowiednio zbudowane przekrycia strukturalne lub specjalnie wykonane świetliki. Oba rozwiązania są tak skonstruowane, że odprowadzają wodę deszczową poza obrys budowli.
Klimatyzację pomieszczeń uzyskuje się dzięki odpowiednim instalacjom nawiewnym i wywiewnym, zamontowanym zazwyczaj pod dźwigarami przekrycia dachowego. W zakładach przemysłu ciężkiego (np. w odlewniach i walcowniach hut stali), w których przebiegają procesy technologiczne wytwarzające wysokie temperatury, w przekryciach dachowych montuje się specjalne dodatkowe wywietrzniki.
Obiekty przemysłowe o dużych gabarytach są podatne na obciążenia dynamiczne pochodzące od pracujących w nich maszyn i urządzeń.
Dlatego szczególnego znaczenia nabiera właściwe zaprojektowanie ich fundamentów z zastosowaniem izolacji wibroakustycznej. Potrzeba skutecznego odizolowania maszyn od fundamentów i konstrukcji hali rośnie wraz ze wzrostem wartości sił bezwładności wywoływanych ich pracą. Nieskuteczność izolacji może, przy długich okresach eksploatacji obiektów, powodować zmęczenie materiałów konstrukcyjnych, skutkujące poważnymi awariami, a nawet katastrofami budowlanymi.